# Xarxa de Museus Marítims de la Costa Catalana
La Xarxa de Museus Marítims de la Costa Catalana va ser creada el 2007 pel Museu Marítim de Barcelona. És la successora de La Mar de Museus, una estructura informal de col·laboració que des del 1999 va unir diverses institucions vinculades amb la gestió del patrimoni marítim. En total són una quinzena de museus que treballen conjuntament amb l'objectiu de promoure i difondre el patrimoni i la cultura marítims catalans.